# Saint-Vallerin
Saint-Vallerin ist eine französische Gemeinde mit 252 Einwohnern (Stand: 1. Januar 2022) im Département Saône-et-Loire in der Region Bourgogne-Franche-Comté (vor 2016 Bourgogne). Die Gemeinde gehört zum Arrondissement Chalon-sur-Saône und zum Kanton Givry (bis 2015 Buxy). 

## Lage
Saint-Vallerin liegt etwa 14 Kilometer südwestlich von Chalon-sur-Saône. Umgeben wird Saint-Vallerin von den Nachbargemeinden Montagny-lès-Buxy im Norden, Jully-lès-Buxy im Osten und Nordosten, Chenôves im Süden und Südosten, Fley im Westen und Südwesten sowie Cersot im Nordwesten.

## Bevölkerung
| Jahr                       | 1962 | 1968 | 1975 | 1982 | 1990 | 1999 | 2006 | 2011 | 2016 |
| -------------------------- | ---- | ---- | ---- | ---- | ---- | ---- | ---- | ---- | ---- |
| Einwohnerzahl              | 207  | 187  | 202  | 212  | 233  | 265  | 249  | 275  | 266  |
| Quellen: Cassini und INSEE |      |      |      |      |      |      |      |      |      |

## Sehenswürdigkeiten
- Kirche Saint-Vallerin aus dem 12. Jahrhundert

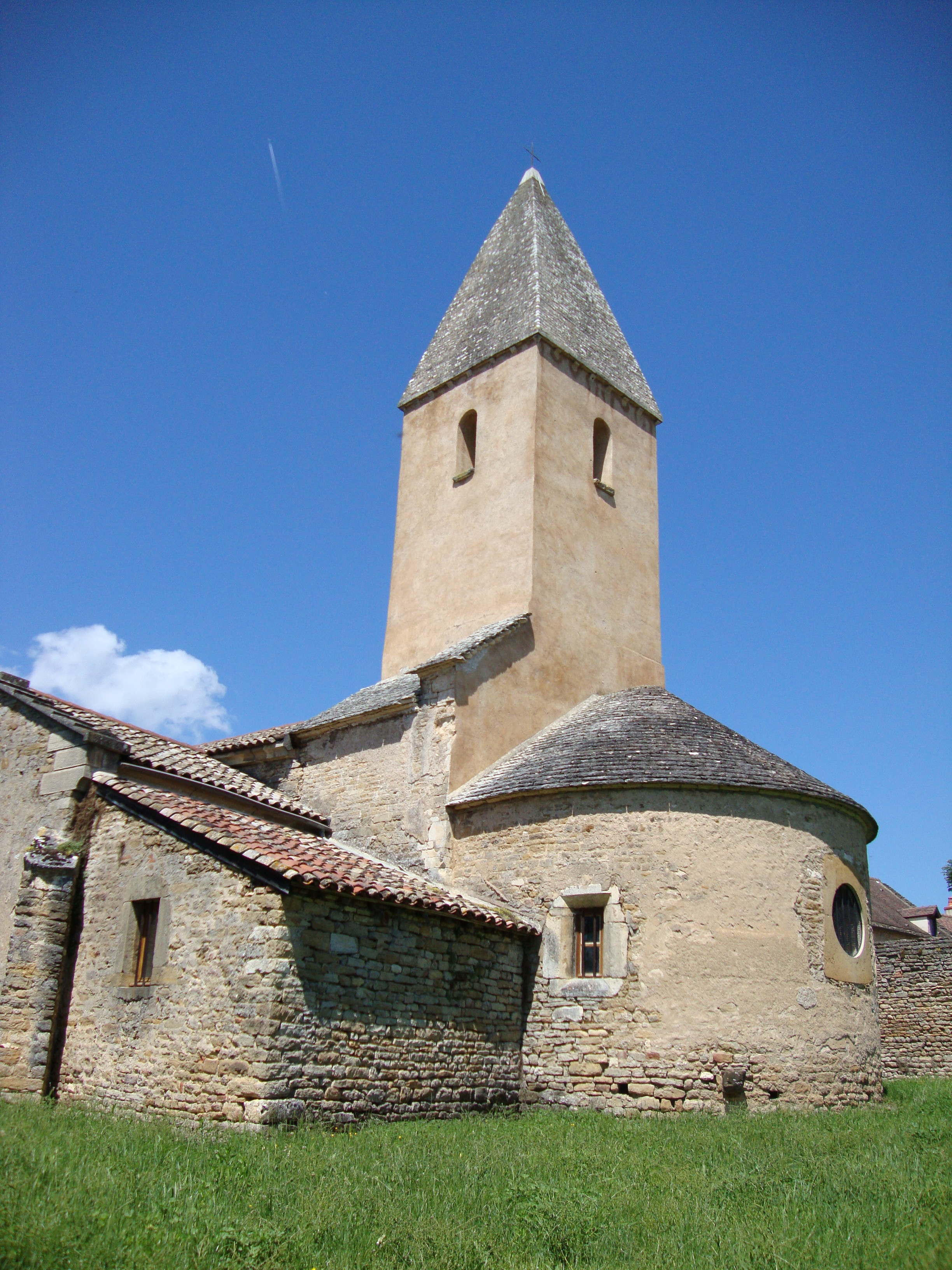
Kirche Saint-Vallerin

- Schloss Le Pinacle